# It's Only Time
 (mars 2013).
Si vous disposez d'ouvrages ou d'articles de référence ou si vous connaissez des sites web de qualité traitant du thème abordé ici, merci de compléter l'article en donnant les références utiles à sa vérifiabilité et en les liant à la section « Notes et références ».
It's Only Time est le deuxième album studio publié par Drake Bell. Il marque sa première sortie sur les grandes maisons de disques Universal Records . Son premier album, Telegraph, est sorti de manière indépendante en 2005. It's Only Time a été libéré le 5 décembre 2006. Il y avait deux singles pour cet album. Le premier single, " I Know ", a été libéré le 17 octobre, 2006. Le deuxième single, " Makes Me Happy ", a été libéré le 16 octobre 2007.
L'album a débuté au # 81 sur le Billboard 200, vendant 7,500 + copie de sa première semaine de sortie.

## Contexte
L'enregistrement de l'album a débuté au printemps 2006. Drake Bell a écrit toutes les chansons de l'album, cependant, toutes les chansons étaient, comme Telegraph, coécrites avec soit Michael Corcoran et / ou CJ Abraham. L'album a été produit par Backhouse Mike (Michael Corcoran) et coproduit par Drake et CJ Abraham, et a été mixé par Rob Jacobs et CJ Abraham. La pochette de l'album a été photographié par Nabil Elderkin et la direction artistique de la couverture et couverture arrière était par John Pina.
L'album a eu deux singles, "I Know" et "Makes Me Happy", avec Makes Me Happy étant la plus réussie. Le clip qui a été diffusé sur MTV deux jours après la sortie de l'album.
Les quatre dernières chansons de la forme album "un récit sur les hauts et les bas de trois relations différentes", qui vont ensemble, sans interruption, un hommage au crédit du deuxième côté de The Beatles ' Abbey Road.
Deux versions de l'album ont été libérés, une version standard et une version deluxe qui est venu avec un DVD bonus et des autocollants.
Le label Universal Motown Records, auquel Bell est alors affilié, se montre d’abord réticent à publier un album sans l’implication directe de ses propres producteurs ou musiciens, ce qui contrastait avec l’héritage historique du label, historiquement associé à des artistes de soul et de RnB contemporain afro-américains. Toutefois, selon Bell, une seule chanson a suffi à convaincre la maison de disques de valider le projet. Il déclare à ce sujet : « Je pense que faire les choses autrement aurait sonné faux. Je savais que nous étions capables de le faire, et nous y sommes parvenus. »

## Liste des titres
Toutes les chansons écrites par Drake Bell et Michael Corcoran, sauf la piste 5 et 8 par Bell et Corcoran.
1. Periscope Up - 3:15
2. I Know - 3:45
3. Do What You Want - 3:25
4. It's Only Time - 3:59
5. Found a Way (acoustique) - 3:02
6. Makes Me Happy - 2:07
7. Fool the World - 4:44
8. Fallen for You - 3:16
9. Rusted Silhouette - 3:08
10. Break Me Down - 2:06
11. End It Good - 1:45

Titres bonus Wal-Mart
1. Somehow
2. Found A Way  ( Telegraph version)

Titres bonus iTunes
1. Telegraph

## Clip Vidéo
Drake Bell a fait une vidéo de musique pour l'album. Le clip a été faite pour la chanson "I Know" et un jour après l'album est sorti, il a été montré sur MTV .

## Drake & Josh: L'envoûtement
Dans l’épisode spécial L’Envoûtement (Really Big Shrimp) de la série Drake & Josh, le personnage incarné par  Drake Bell signe un contrat avec une maison de disques et interprète à plusieurs reprises la chanson « Makes Me Happy ». La version entendue dans ce téléfilm diffère de celle présente sur l’album It's Only Time, notamment par ses paroles, qui correspondent à une version de la chanson diffusée dans un épisode de la série Zoey 101.

## Composition du groupe
Tel qu'indiqué sur le site officiel de Drake Bell
- Drake Bell - chant, chœurs, guitares
- Backhouse Mike - chœurs, guitares, guitares basses, claviers, percussions
- Joey Finger - batteries
- Tom Kinne - basse
- Alissa Griffith - chœurs
- CJ Abraham - chœurs, claviers, cors
- Claudia Vossanine - chœurs
- DJ Eroc - Scratching
- David Barlia - Ukulele, Moose Harpe
- Joe Travers - Batteries